# Rüsttag
Der Begriff Rüsttag (griechisch παρασκευή paraskeuḗ „Zurüstung, Herrichtung, Rüsttag, Freitag“) ist der Vortag eines jüdischen Fests oder Feiertags, an dem dieser vorbereitet wird und an dem man sich besinnlich auf diesen einstellt. Der Begriff „Rüsttag“ ist im deutschsprachigen Judentum eher ungebräuchlich und in erster Linie durch seine christliche Verwendung im Neuen Testament bekannt. Der Todestag Jesu von Nazaret fiel nach den Evangelien auf einen Rüsttag.
Obwohl es keinen wissenschaftlichen Konsens über das genaue Datum des Todestages Jesu gibt, kann man allgemein vermuten, dass seine Todesstrafe am oder um das Pessach-Fest (14. oder 15. Nisan) juristisch vollstreckt wurde, während der Statthalterschaft von Pontius Pilatus, der zwischen 26 und 36 n. Chr. in Judäa regierte. Nach übereinstimmender Aussage aller vier Evangelien starb Jesus an einem Freitag (Mk 15,42 , Mt 27,62 , Lk 23,54 , Joh 19,31–42 ). Strittig ist allerdings, ob dieser Freitag der Rüsttag des Pessach-Fests war (14. Nissan, Tag der Schlachtung der Pessachlämmer, Johannesevangelium) oder der Freitag des Todes Jesu auf den ersten Tag des Pessach-Festes fiel (15. Nissan, synoptische Evangelien).
Erev (hebräisch ערב; aram. aruvta; beide „Abend“ jeweils in der Zusammensetzung mit Festtagen) ist im Judentum die Bezeichnung für den Vorabend eines jüdischen Festes oder Feiertags, denn im jüdischen Kalender beginnt der neue Tag am Abend und nicht erst um Mitternacht.

## Begriffsgeschichte und Bedeutung

### Verwendung durch Luther
Der Begriff Rüsttag ist wohl durch Martin Luther mit der Übersetzung des Neuen Testaments in die deutsche Sprache eingeführt oder zumindest bekannt gemacht worden. Luther suchte einen passenden Ausdruck für das bibelgriechische paraskeue (griechisch παρασκευή, wörtlich „Zurüstung“), mit dem in der griechischen Fassung des Neuen Testaments die Vorbereitung eines jüdischen Festtags am Vortag gemeint ist. Der griechische Begriff wird aber auch in jüdischen zeitgenössischen Quellen, z. B. bei Flavius Josephus (Jüdische Altertümer 16,163), verwendet, so dass es sich nicht um einen spezifisch christlichen Sprachgebrauch handelt.
Paraskeue (Παρασκευή) als Vortag des Sabbato (Σάββατο, „Samstag“) ist darüber hinaus bis heute der im Griechischen gebräuchliche Name für den Freitag.

### Erev und Aruvta
Das hebräische Erev (hebräisch ערב „Abend“) und aramäische Aruvta bedeuten Abend und jeweils in Zusammensetzung mit Festtagen „Vorabend“. Erev Schabbat (alternativ Erew Schabbat) und Erev Jom Tow bedeutet also Vorabend des Sabbat bzw. Festes. Gemeint ist damit im Judentum der Kalendertag, an dessen Abend der Sabbat oder ein Jüdisches Fest beginnt. Am Vorabend wird der Festtag vorbereitet. Zu beachten ist dabei, dass nach jüdischem Kalender der neue Tag bereits mit dem Sonnenuntergang und nicht erst ca. sechs Stunden später um Mitternacht beginnt: Aus Abend und Morgen wird der erste Tag (Gen 1,5 ).
Auch wenn der Begriff „Rüsttag“ von Luther in die deutsche Sprache des Christentums eingeführt worden ist, so war er im deutschsprachigen Judentum vor dem Holocaust bekannt. Schon in dem 1927 unter Mitarbeit von über 250 jüdischen Gelehrten und Schriftstellern herausgegebenen Jüdischen Lexikon wird der Begriff erklärt:

„In manchen Verbindungen, wie Erew schabbat und Erew jom tow, bedeutet Erew Rüsttag des Sabbats bzw Festes...“

## Vorbereitungen der jüdischen Festtage

### Vortag des Schabbat

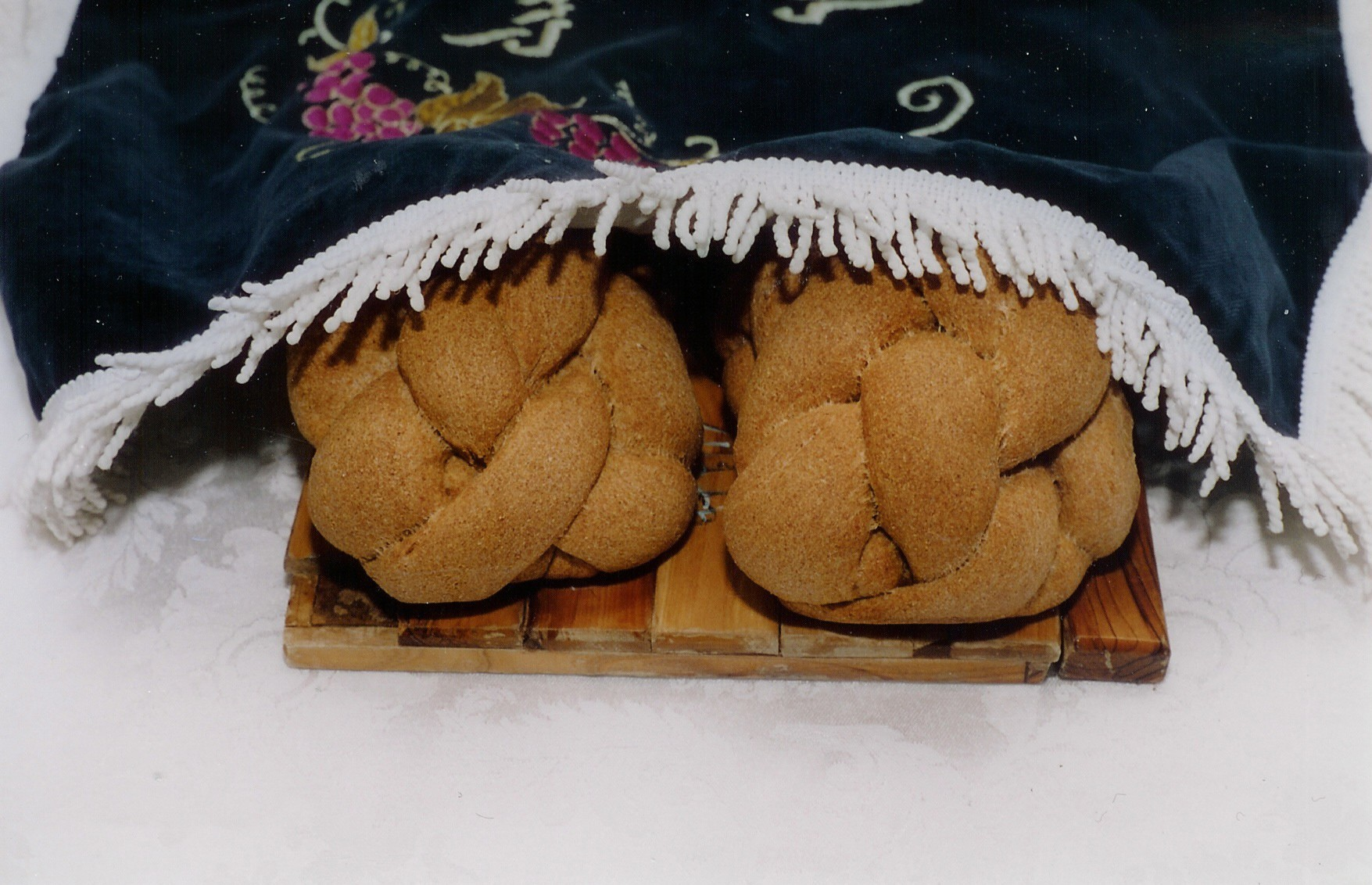
Challot für Sabbat werden bereitgestellt

Am Erev Schabbat (hebräisch עֶרֶב שַׁבָּת), also Freitags bis zum Anbruch des Abends, wird der von Gott gesegnete und geheiligte Ruhetag Schabbat (Gen 2,2f ) in jüdischen Haushalten vorbereitet. Der Vortag des Sabbats spielt eine wichtige Rolle für die Einstimmung auf den Sabbat. Es werden alle Dinge erledigt, die zu tun am Schabbat verboten sind. Dazu gehört zum Beispiel das Kochen und Warmhalten der festlichen Speisen oder die Reinigung des Hauses, die Reinigung der Familienmitglieder und das Anlegen neuer sauberer Kleidung. Der Festtagstisch wird feierlich bereitet, die Kerzen und die Challot, die zwei Brote, und der Kiddusch-Wein werden bereitgestellt. Auch auf Reisen treffen Juden Vorbereitungen zum anstehenden Sabbat. Zum Zeichen, dass der Sabbat naht, ertönen in Jerusalem am Freitagnachmittag Signale in der ganzen Stadt.

„Die Wohnung wird gerichtet wie zu einem Fest, alle Geräte werden geputzt, und der Tisch wird weiß gedeckt. Man badet und zieht möglichst von Kopf bis Fuß frische Kleidung an. Man tut Geld und was man sonst in den Taschen hat, heraus und bereitet sich in jeder Weise auf den Schabbat vor, an dem nicht gehastet und nicht gearbeitet wird, an dem kein Geschäft und keine Alltagssorge existiert.“

### Vortag des Pessach
Einen Tag vor Pessach sollen alle Erstgeborenen fasten und sich daran erinnern, dass die israelitischen Erstgeborenen gerettet wurden, während die ägyptischen Erstgeborenen getötet wurden (Ex 12,29 ). Die Vorzeit des Pessachfestes ist eine geschäftige Zeit, die der Vorbereitung für die Festtage dient, von denen nur der erste und der letzte Pessachtag Hauptfeiertage sind, an denen jegliche Werktagsarbeit vermieden wird. Am Erev Pessach findet der Sederabend statt. Im Christentum ist die Sederfeier zu Pessach als letztes Herren- oder Abendmahl neutestamentlich tradiert.

## Historische Bedeutung bis zur Tempelzerstörung

Der Jerusalemer Tempel vor der Zerstörung

Zur Zeit des Jerusalemer Tempels, bis zu dessen Zerstörung im Jahre 70, wurde freitags ab 15.00 Uhr aus dem  Tempel und außerhalb der Stadt aus den Synagogen mit Trompeten oder Hörnern geblasen. Nach dem ersten Signal hörte die Feldarbeit auf, nach dem zweiten wurden in der Stadt die Geschäfte und Werkstätten geschlossen.

„Aber noch immer steht Gewärmtes auf dem Herd und stehen Kochtöpfe auf dem Herd. Hat er begonnen, das dritte Hornsignal zu blasen, so wird weggenommen, was wegzunehmen ist, warm gestellt, was warm zu stellen ist und angezündet, was anzuzünden ist. Dann hält er inne, solange wie es braucht, einen kleinen Fisch zu braten, oder solange wie es braucht, um ein Teigstück in den Ofen zu kleben. Dann bläst er, dann trillert er, dann bläst er. Dann beginnt man den Schabbat.“

Nach dem sechsten Signal mussten alle Vorkehrungen zum Sabbat getroffen sein. Jeder Hausvater versammelte sich nun mit seiner Familie am Tisch und begann den Sabbat mit einem Gebet. Am Rüsttag war auch der Wechsel der so genannten Wöchner im Tempel, denn der Tempeldienst der Priester betrug eine Woche. Alle diensthabenden Priester versammelten sich hier, die abgehenden um alles zu reinigen und zu ordnen, die neu antretenden, um die Schaubrote zu backen.
Zu den Vorbereitungshandlungen speziell für das Pessachfest gehörte es, die Schlachttiere für den Sederabend zu besorgen (Ex 12,6 ). Am Nachmittag des Vortages zu Pessach wurden die Pessachlämmer geschlachtet (Jubiläenbuch 49,10; Mischna mPes 5,1). Nach Flavius Josephus erfolgte dies in der neunten bis elften Stunde (Bellum Iudaicum VI 423, man teilte den Tag zwischen Sonnenaufgang gegen 6 Uhr und Sonnenuntergang gegen 18 Uhr entsprechend der Sonnenuhr in zwölf Stunden).

## Der neutestamentliche Rüsttag

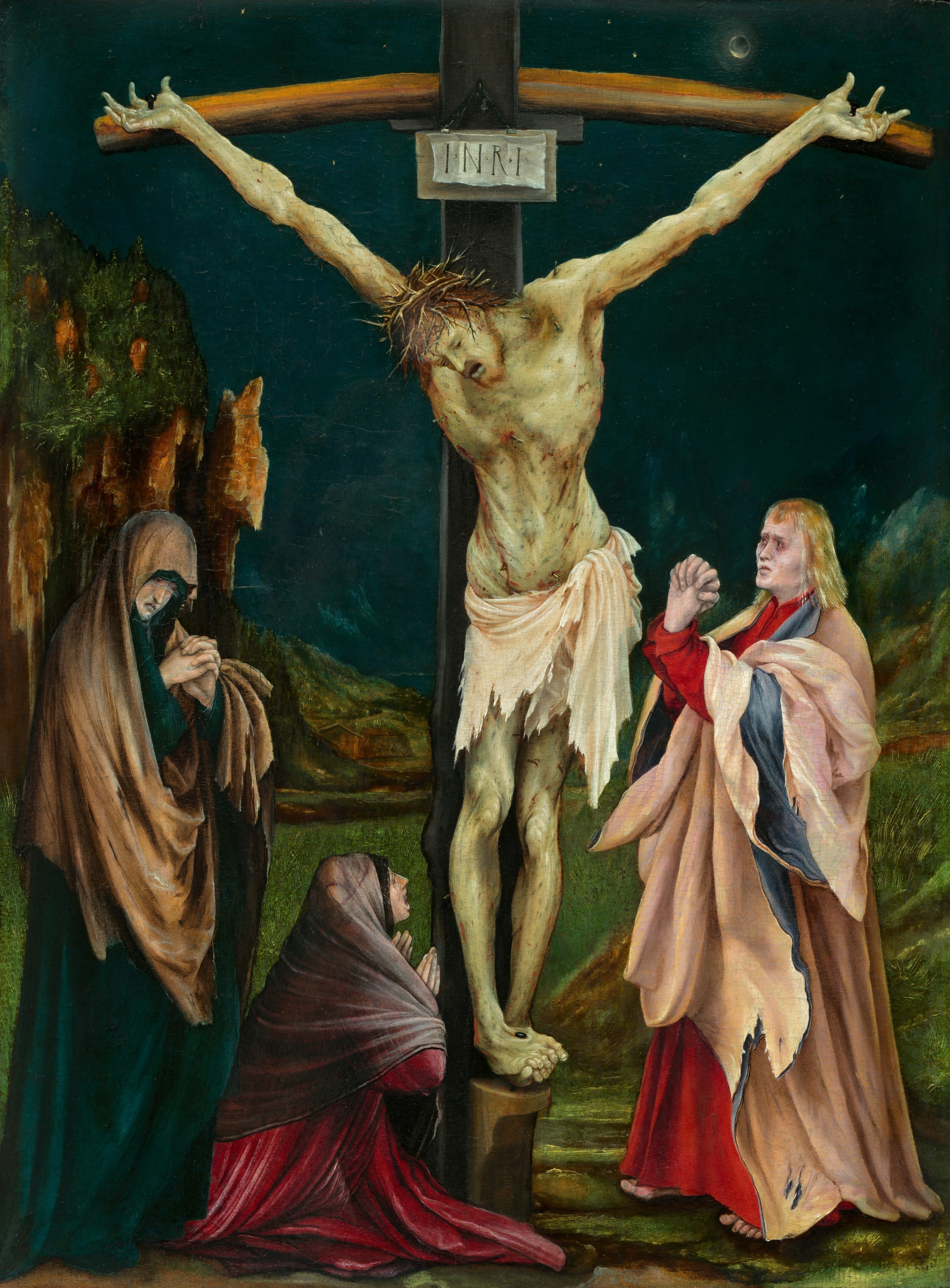
An einem Rüsttag „hauchte er den Geist aus“.

Der Begriff Rüsttag kommt im Neuen Testament je einmal bei den Synoptikern (Mt 27,62 , Mk 15,42 , Lk 23,54 ) und dreimal bei Johannes (Joh 19,14 , Joh 19,31 , Joh 19,42 ) vor. Nach allen vier Evangelien ist Jesus von Nazaret an dem Rüsttag zu einem Sabbat gekreuzigt worden und gestorben:

„Jesus aber schrie laut auf. Dann hauchte er den Geist aus. [...] Da es Rüsttag war, der Tag vor dem Sabbat, und es schon Abend wurde, ging Josef von Arimathäa, ein vornehmer Ratsherr, der auch auf das Reich Gottes wartete, zu Pilatus und wagte es, um den Leichnam Jesu zu bitten.“

Nach den synoptischen Evangelien fand das letzte Abendmahl an einem Sederabend statt (Mk 14,12 ) und Jesus starb am 15. Nisan. Nach dem Johannesevangelium fand das letzte Abendmahl vor dem Pessachfest statt (Joh 13,1 ), und der Todestag Jesu war sowohl der Rüsttag zu einem Sabbat (Joh 19,31 ) als auch der Rüsttag zu Pessach und damit der 14. Nisan (Joh 18,28 , Joh 19,14 ). Ob Johannes damit Jesu Tod als Tod eines Pessachlammes beschreiben wollte, lässt sich aus den vorhandenen Indizien nicht eindeutig belegen, im Neuen Testament wird nur im ersten Korintherbrief des Paulus der direkte Vergleich gezogen: „Denn auch unser Pessachlamm ist geopfert, das ist Christus“ (1 Kor 5,7 ). Im Johannesevangelium beginnt der Sederabend und damit der erste Pessachfeiertag also erst, nachdem Jesus bereits gestorben ist. Deshalb wird dort der auf den Rüsttag folgende Tag als ein besonders hoher Feiertag bezeichnet:

„Als Jesus von dem Essig genommen hatte, sprach er: Es ist vollbracht! Und er neigte das Haupt und gab seinen Geist auf. Weil Rüsttag war und die Körper während des Sabbats nicht am Kreuz bleiben sollten, baten die Juden Pilatus, man möge den Gekreuzigten die Beine zerschlagen und ihre Leichen dann abnehmen; denn dieser Sabbat war ein großer Feiertag.“

Die griechische Fassung des Textes bedeutet wörtlich: „als der Tag jenes Sabbats groß war“. Ob das Johannesevangelium mit dieser Hochschätzung des folgenden Tages als Pessach- und Sabbattages auf zeitgenössischen jüdischen Sprachgebrauch zurückgreift oder den Ausdruck selbst geprägt hat, ist unklar. Es fehlen dazu jedenfalls Belege aus dem rabbinischen Judentum.
Im Christentum galt später der „Sabbatum magnum“ oder „Sabbatum sanctum“ als der Tag, an dem Jesus im Grab lag. In mittelalterlichen Urkunden des Rats von Lübeck wird der Sabbatum magnum als „in deme hl. avende der hochtyd tho Paschen“ (1380) und als „up den avent des hl. Paschen“ (1442) bezeichnet. In den Stadtbüchern der Stadt Zürich findet sich dafür die Wendung „an den hohen Samstag“ (1319). Der Begriff Karsamstag war damals noch nicht gebräuchlich.